# Karl August Milde

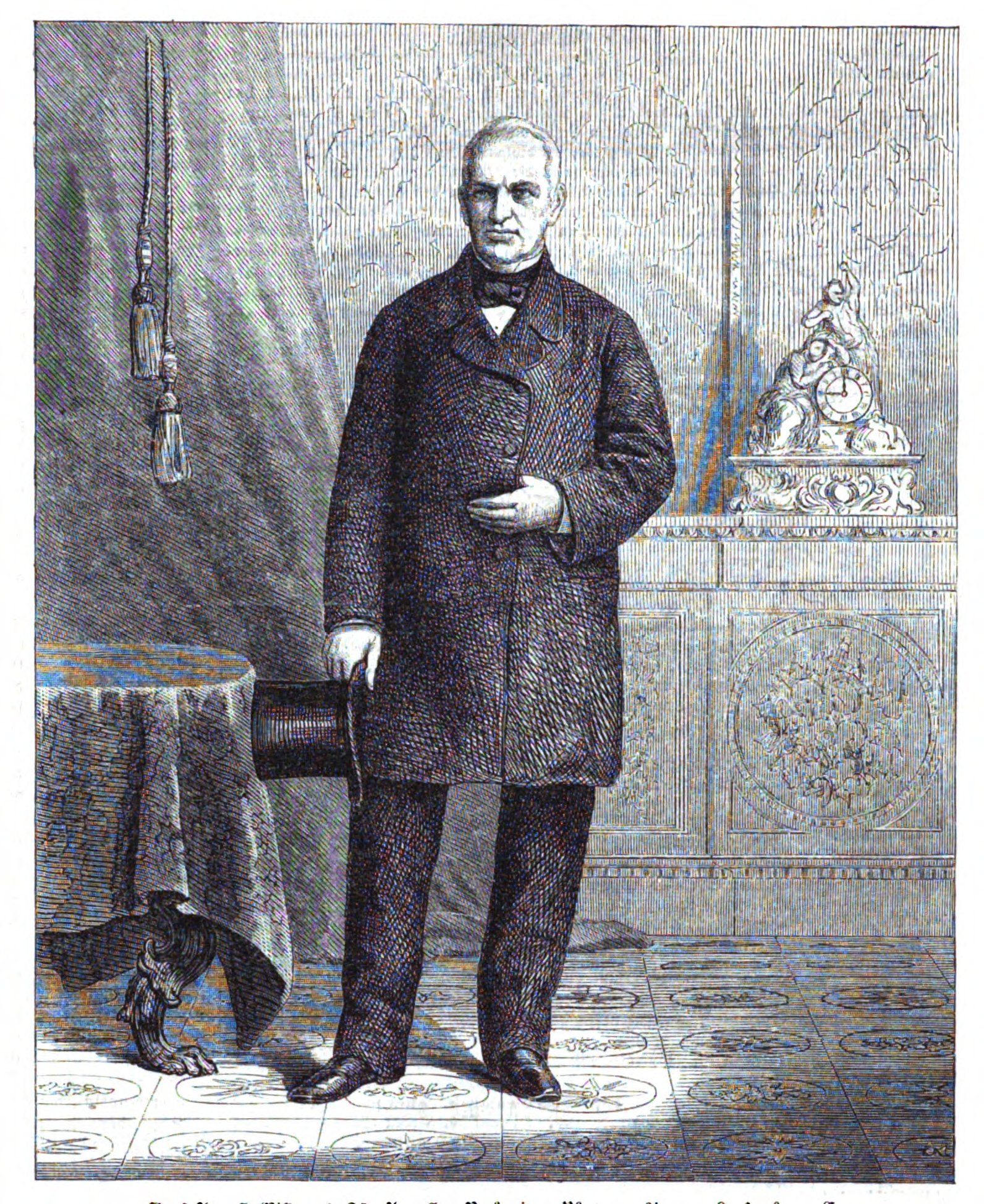
Karl August Milde, Grafik nach einem Foto von Leopold Haase

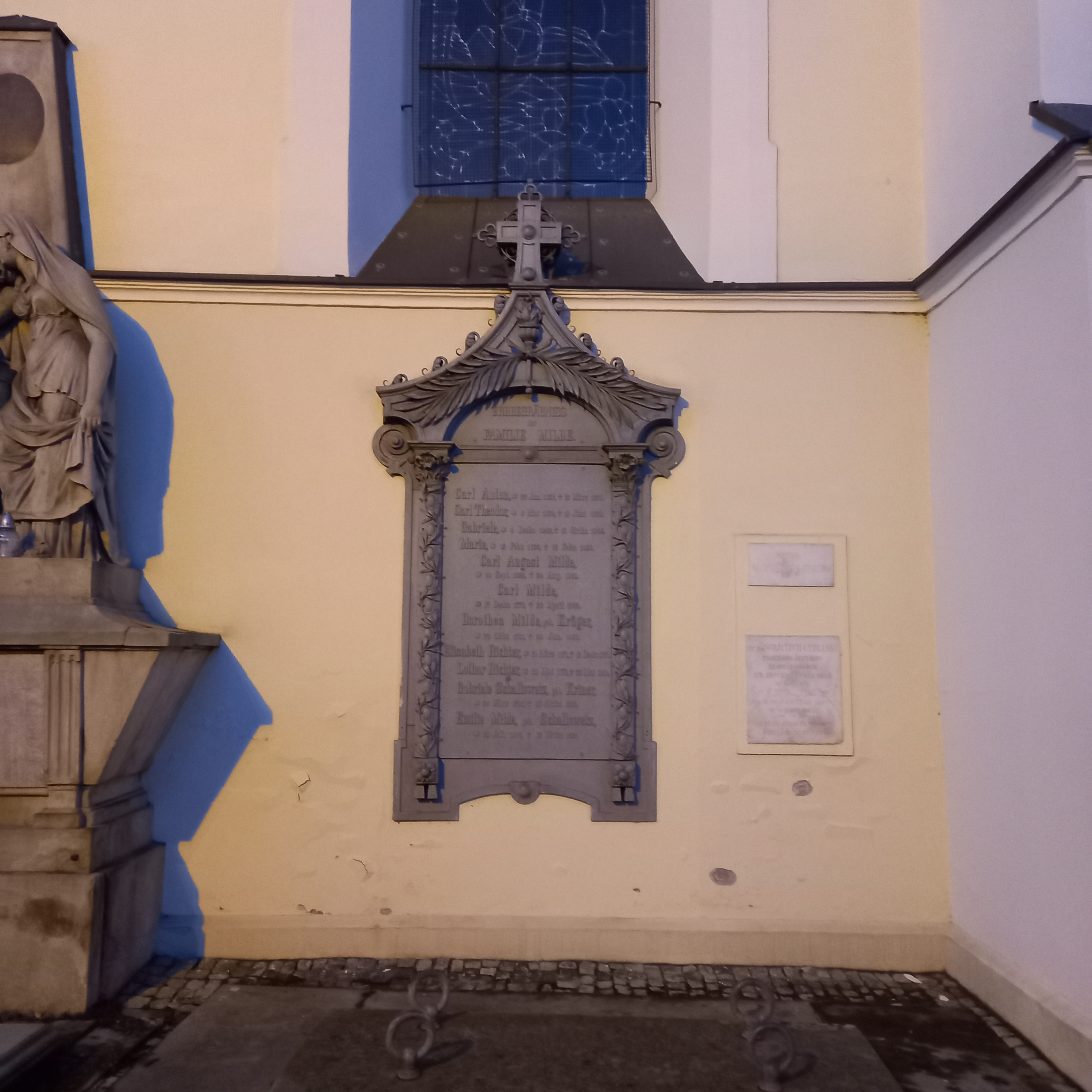
Das Grab von Karl August Milde und seiner Ehefrau Emilie geborene Schallowetz im Familiengrab an der Kirche St. Mauritius in Breslau

Karl August Milde (* 14. September 1805 in Breslau; † 24. August 1861 in Bad Salzbrunn) war ein deutscher Unternehmer und preußischer Politiker. Er war Präsident der preußischen Nationalversammlung und erster Handelsminister Preußens.

## Ausbildung und Unternehmer
Milde war Sohn des Kattunfabrikanten Karl Johann Milde (1779–1865) und dessen Frau Dorothea (1781–1868). Ausgebildet wurde er unter anderem an dem neuen Gewerbeinstitut Berlin. Zusammen mit dem Chemiker Friedlieb Ferdinand Runge unternahm er Reisen nach Frankreich, der Schweiz und Großbritannien, um die dortigen gewerblichen Verhältnisse zu studieren. Nach einer kurzen Rückkehr nach Deutschland im Jahr 1826 ging Milde zurück nach Großbritannien, um dort in einem industriellen Betrieb zu arbeiten. Im westeuropäischen Ausland wurde er zu einem überzeugten konstitutionellen Liberalen. 
Im Jahr 1830 kehrte Milde nach Breslau zurück und übernahm das Familienunternehmen. Er baute daraus die erste größere maschinelle Baumwollspinnerei in Breslau und Schlesien auf. Der Betrieb war in seiner Branche einer der bedeutendsten im Deutschen Zollverein.

## Politik im Vormärz
In Breslau begann er 1831 seine politische Tätigkeit als Stadtverordneter. Zwischen 1841 und 1847 war Milde Mitglied des schlesischen Provinziallandtags. In diesem Rahmen sprach er sich für ein Anknüpfen an die preußischen Reformen in Hinblick auch auf politische Partizipationsrechte aus. Auf dem Landtag von 1841 vertrat er die Forderungen der Stadt Breslau nach der Einberufung eines gesamtpreußischen Parlaments, wie es das Gesetz vom 22. Mai 1815 vorgesehen hatte. Auch nach Drohungen der Regierungen blieb Milde in dieser Sache standhaft. Auf dem Provinziallandtag von 1845 stellte er gar den Antrag die geheime politische Polizei abzuschaffen. 
Während des Vereinigten Landtags von 1847 gehörte Milde zu den führenden Persönlichkeiten der liberalen Opposition. Unter anderem wurde sein Antrag zur Einführung des Interpellationsrechts angenommen. Insbesondere tat er sich als Kenner des gewerblichen Lebens hervor und schlug die Gründung eines besonderen Ministeriums für Ackerbau, Handel und Industrie vor. In Hinblick auf den Gesetzentwurf über die Verhältnisse der Juden argumentierte er, dass man nicht über Glaubens- und Gewissensfreiheit debattieren brauche, solange den Juden nicht alle bürgerlichen und politischen Rechte eingeräumt seien. Zunächst müsse es darum gehen, das Emanzipationsgesetz von 1812 in ganz Preußen einzusetzen. Letztlich ging es Milde allerdings um eine vollständige Assimilation. Die Juden müssten zu Preußen und Deutschen gemacht werden. Er lehnte den Begriff eines christlichen Staates ab und forderte, dass „das Judentum im Staat aufgehe.“

## Zeit der Revolution von 1848/49
Milde wurde nach dem Beginn der Revolution von 1848 zum Mitglied der Nationalversammlung gewählt. Neben Peter Reichensperger war er der Führer der liberalen Rechten. Die Versammlung wählte ihn zu ihrem Präsidenten. Dieses Amt fühlte er kompetent aus, ohne es zur Durchsetzung seiner politischen Meinung einzusetzen. Nach dem Ende des Kabinetts von Ludolf Camphausen holte David Hansemann Milde in die Regierung von Rudolf von Auerswald, um so die politische Rechte einzubinden. 
Hansemann griff die frühere Anregung von Milde auf und machte ihn im Juni 1848 zum Minister eines neu gebildeten Handelsministeriums. Große Wirkung konnte er nicht entfalten, da die Minister bereits im September 1848 zurücktraten. Immerhin gehörte er zu den Mitinitiatoren der Pläne der Regierung zur Verstaatlichung der Eisenbahnen. Ziel war es mit staatlichen Investitionen strukturschwache Gebiete zu fördern. Auch gründete Milde in dieser Zeit die Dresdner Zeitung mit dem Ziel, die konstitutionelle Monarchie und das Königtum gegen die „überfließenden Angriffe der Demokratie und der Anarchie“ zu verteidigen. Bis zur endgültigen Auflösung gehörte Milde der Nationalversammlung weiter an. Im Jahr 1849 gehörte er der ersten Kammer des preußischen Landtags an.

## Eisenbahnunternehmer und Abgeordneter
In den frühen 1850er Jahren stellte Milde ein Immediatsgesuch zum Bau einer Eisenbahn von Posen nach Glogau. Im Jahr 1858 wurde er neben seiner bisherigen wirtschaftlichen Tätigkeit Direktor der Warschau-Wiener Eisenbahn. Zwischen 1849 und 1859 war Milde Mitglied der Handelskammer Breslau. 
Milde war von 1851 bis 1861 Mitglied des preußischen Abgeordnetenhauses. Er gehörte zunächst dem Zentrum, später der Linken sowie der Fraktion Vincke an. Damit vertrat er in der Reaktionsära wieder die Opposition. In dem beginnenden Verfassungskonflikt hatte er in der Militärfrage jedoch eine andere Auffassung als die der übrigen liberalen Opposition.  
Kurz vor seinem Tod erhielt er noch die Ehrendoktorwürde der Universität Breslau. Die Hochzeit seiner Tochter Luise Milde (1841–1923) mit dem Staatsrechtslehrer Hermann von Schulze-Gävernitz (1824–1888) im Jahre 1863 erlebte er nicht mehr.